# Maday
Maday (Burmesisch: မဒေးကျွန်း) ist eine Insel in Myanmar, dem ehemaligen Burma.
Maday ist Standort eines Tiefseehafens und eines Gaslagers der China National Petroleum Corporation. Von Maday starten Öl und Gaspipelines in das chinesische Kunming. Maday ist Teil der Kyaukphyu Special Economic Zone. Maday liegt zirka 8 Kilometer südwestlich der Bezirkshauptstadt Kyaukphyu. Ein schmaler Kanal trennt die Insel von Ramree Island der größten Insel im Arakan-Staat. Die Insel mit ihren zirka 3000 Einwohnern lebt hauptsächlich vom Fischfang. Nur wenige Einwohner fanden Beschäftigung in den chinesischen Projekten. Die meisten Arbeiter kommen aus China. Während die Umgebung der Insel, und besonders der nördlich der Insel gelegene Stützpunkt der myanmarischen Marine, die Danyawaddy Naval Base seit Februar 2024 hart umkämpft ist, wurde die Insel Stand März von Angriffen durch die Arakan Army verschont. Maday selber wird von chinesischen Spezialeinheiten gesichert.